# Xanthomelanodes atripennis
Xanthomelanodes atripennis är en tvåvingeart som först beskrevs av Thomas Say 1829.  Xanthomelanodes atripennis ingår i släktet Xanthomelanodes och familjen parasitflugor. Inga underarter finns listade i Catalogue of Life.